# مضيق لو مير

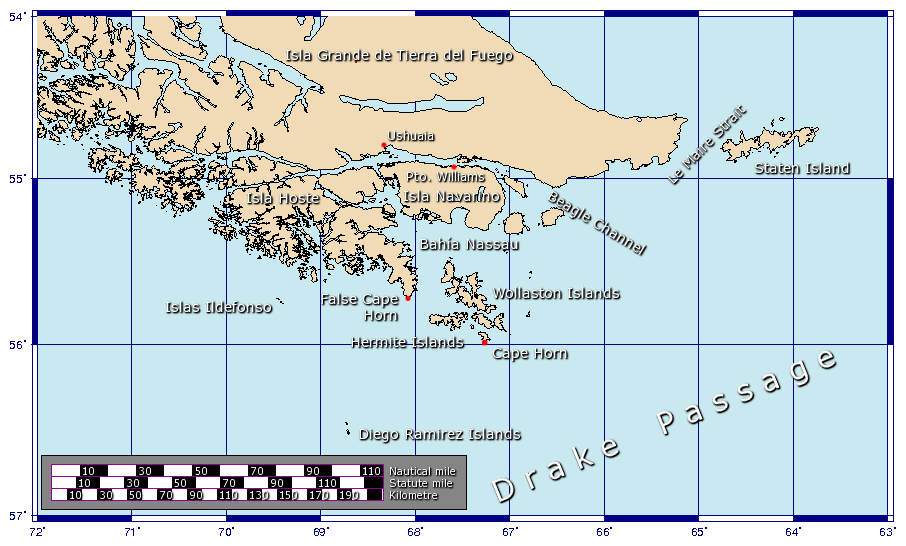
المنطقة المحيطة بكيب هورن ، بما في ذلك مضيق لو مير

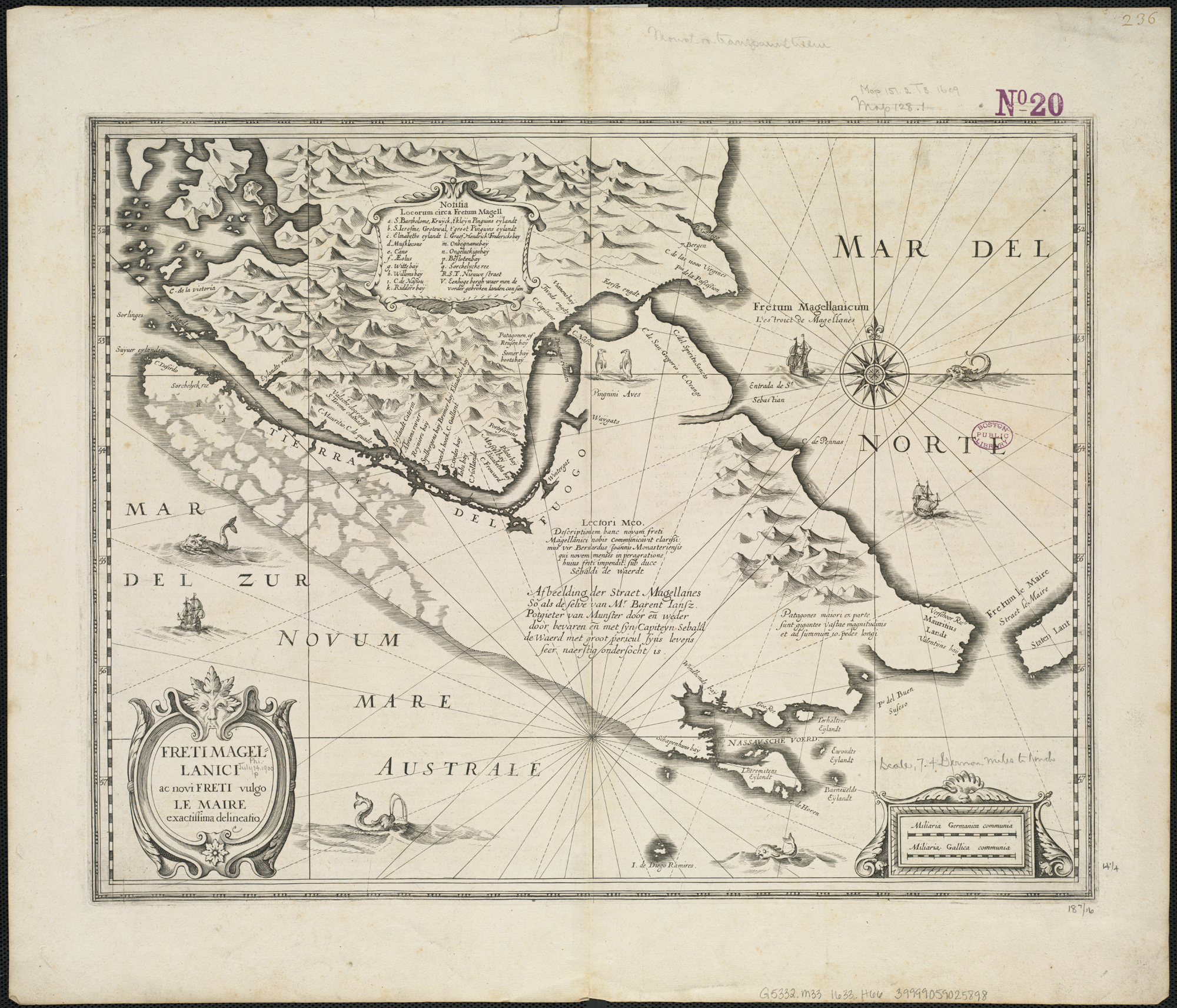
خريطة عام 1633 لمضيق ماجلان ، تُظهر مضيق لو مير على اليمين ، ومعلمة فريتوم لو مير (لاتيني) وسترايت لو مير (بالهولندية)

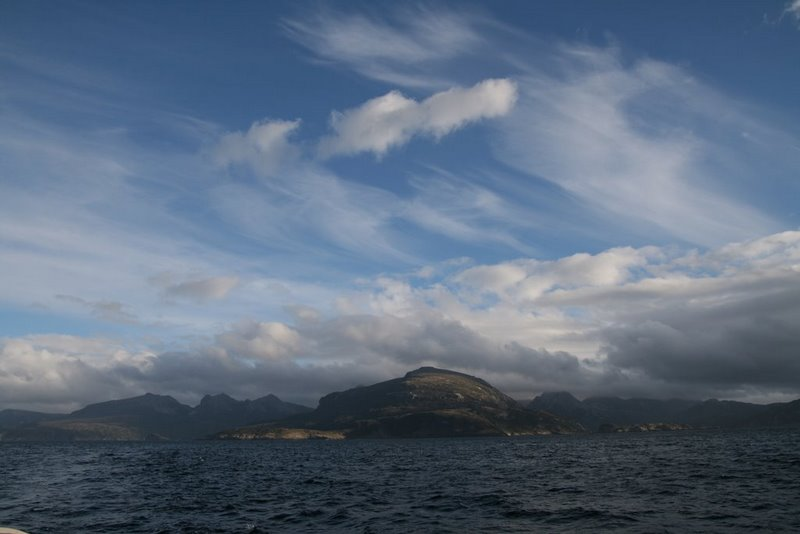
جزيرة الدول كما تُرى من مضيق لو مير

مضيق لومير هو ممر بحري بين جزيرة الدول والطرف الشرقي من الجزء الأرجنتيني من أرض النار .
اكتشف يعقوب لو مير و ويليم سكوتن المضيق في عام 1616 ، أثناء محاولتهما إيجاد رابط ملاحي بين المحيطين الأطلسي والهادئ ، وقبل وقت قصير من اكتشافهما كيب هورن . تم تسمية المضيق على شرف يعقوب لومير. يخضع مضيق لو مير للسيطرة الأرجنتينية ، لكنه كان طريق وصول تاريخي للسفن التشيلية ، بموجب قانون اأميرالية الدولي. يؤثر الطقس العاصف والتيارات القوية التي تشتهر بها المياه حول كيب هورن أيضًا على المضيق. لتجنب خطر التعرض للانفجار على شاطئ أرض النار ، غالبًا ما تفضل السفن الشراعية التجول شرق جزيرة الدول .
تم العثور على بطريق ماجلان في مضيق لو مير. يحتوي هذا البطريق على مستعمرة تكاثر في جزيرة الدول، وهي موقع أحد مستعمرات التكاثر في جنوب المحيط الأطلسي لبطريق ماجلان.